# Jesús (Perù)
Jesús è una città del Perù, capoluogo della provincia di Lauricocha, nella regione di Huánuco, e dell'omonimo distretto.
Fondata su ordine del viceré Francisco de Toledo nel 1572 con il nome di Dulce Nombre de Jesús,  la città si trova nella valle Ñucon, a 21 km dal lago Lauricocha. Le principali attività economiche ruotano attorno alla coltivazione di tuberi e cereali e all'allevamento. Tra il 1984 e il 1996 la località è stata teatro di atti di violenza politica nel contesto dello scontro armato insorto all'interno del Perù.